# 堀寿子
堀 寿子（ほり ひさこ、1911年9月 - 没年不明）は、日本の作家、随筆家、翻訳家。

## 略歴
東京小石川生まれ。文化学院で英文学、仏文学を学ぶ。堀口大學に詩を、川端康成に創作を学ぶ。
教師、女性誌編集の仕事ののち、少女小説、児童文学の翻訳・再話、女性論の随筆で活動した。

## 著書
- 『早春の合唱』（淡海堂出版） 1941.5
- 『春来りなば』（偕成社） 1948.6
- 『花園の乙女 純情少女小説』（梧桐書院） 1948.8
- 『乙女の願ひ 長篇少女小説』（文海堂） 1948.12
- 『美しき星座』（偕成社） 1949.5
- 『散りゆく花』（金の星社） 1949.10
- 『めぐり逢うまで』（鶴書房、鶴文庫） 1953.4
- 『女性のやさしさ120章』（立風書房） 1976、のち角川文庫
- 『ミニのあの子は応援団長』（原作、神奈幸子画、講談社、講談社漫画文庫） 1977.5
- 『女性のかしこさ120章』（立風書房） 1977.6、のち角川文庫
- 『女性のすなおさ120章』（立風書房） 1978.6、のち角川文庫
- 『女性のしあわせ120章』（立風書房） 1979.9、のち角川文庫
- 『女性の魅力111のおはなし 小さな知恵と心のつかい方』（じゃこめてい出版） 1981.6

## 翻訳・再話
- 『小公女』（バーネット夫人、黎明社、世界名作物語） 1951
- 『アルプスの少女』（ヨハンナ・スピリ原作、黎明社） 1951
- 『家なき娘』（エクトル・マロー、黎明社、世界名作物語） 1952.2
- 『アンクル・トム物語』（ストウ夫人、黎明社、世界名作物語） 1952.8
- 『フランダースの犬』（ウィダ、黎明社、世界名作物語） 1953.1
- 『愛の一家』（アグネス・ザッパー、黎明社、世界名作物語） 1953.10
- 『新家なき子』（マロウ、黎明社、世界名作物語） 1953.12
- 『ケティお嬢さん』（クーリッジ、黎明社、世界名作物語） 1954.8
- 『麗しのポリー』（オルコット、黎明社、世界名作全集） 1955.3
- 『若草物語』（オルコット夫人原作、日向房子 絵、講談社、名作物語文庫7） 1955
  - 『若草物語』（オルコット原作、山中冬児 絵、鶴書房、少年少女世界名作全集37） 刊年不明　※講談社版とほぼ同文。
- 『アルプスの少女物語』（スピリ原作、日向房子 絵、講談社、名作物語文庫35） 1955
  - 『アルプスの少女』（スピリ原作、岸田耕造 絵、鶴書房、少年少女世界名作全集28） 刊年不明　※講談社版と同文。
- 『源氏物語』（紫式部、黎明社、日本名作物語） 1955
- 『禁じられたデイト』（エミリー・ハーン（英語版）、秋元書房） 1958.4
- 『げんかく高校』（エミリ・ハーン、秋元書房） 1969

## 参考
- 『女性の魅力111のおはなし』著者紹介 - 略歴節の記述にかかる原資料とした（出身地の記載は有るが、生年の記載は無し）。